# Aconitum smithii
Aconitum smithii är en ranunkelväxtart som beskrevs av Oskar Eberhard Ulbrich och Hand.-mazz.. Aconitum smithii ingår i släktet stormhattar, och familjen ranunkelväxter. Inga underarter finns listade i Catalogue of Life.